# Shenzhou 10

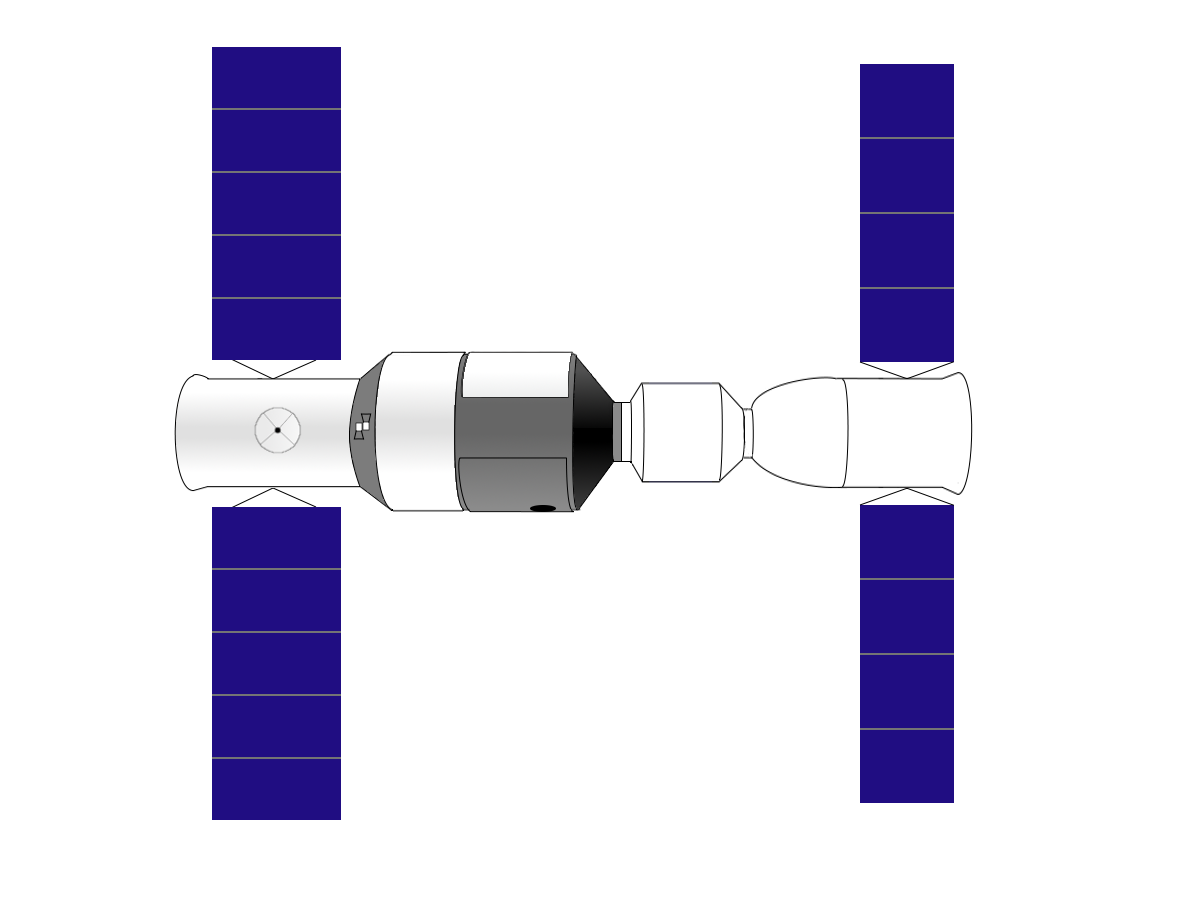
Imagen del Tiangong 1 y Shenzhou.

Shenzhou 10 fue un vuelo espacial tripulado del programa Shenzhou de la República Popular China. Se puso en marcha el 11 de junio de 2013 y es la quinta misión espacial tripulada de ese país. Esta misión tiene una tripulación de tres astronautas: Nie Haisheng, comandante de la misión y que anteriormente voló en la misión Shenzhou 6; Zhang Xiaoguang, un excomandante de escuadrilla de la fuerza aérea del EPL que llevó a cabo el encuentro y acoplamiento; y Wang Yaping, segunda astronauta femenina de China. Durante la misión, la nave espacial Shenzhou se acopló con la estación espacial Tiangong 1. Los Astronautas llevaron a cabo experimentos físicos, tecnológicos y científicos a bordo. Shenzhou 10 retornó a la Tierra el 26 de junio de 2013, siendo la última misión a la estación espacial Tiangong 1.